# ジョージ・ハワード
ジョージ・ハワード（英語: George Howard、1956年9月15日 - 1998年3月20日）は、アメリカ人のサクソフォーン奏者。ペンシルベニア州フィラデルフィア生まれ。1979年に初アルバムをリリースした。1998年に41歳でなくなった。

## ディスコグラフィ

### アルバム
- 『アスファルト・ガーデン』 - Asphalt Gardens (1982年、Palo Alto)
- 『ステッピン・アウト』 - Steppin' Out (1984年、Palo Alto)
- 『ダンシング・イン・ザ・サン』 - Dancing in the Sun (1985年、Palo Alto) ※旧邦題『愛はまどろみ』
- 『愛は果てなく』 - Love Will Follow (1986年、Palo Alto)
- 『ア・ナイス・プレイス・トゥ・ビー』 - A Nice Place to Be (1986年、MCA)
- 『リフレクションズ』 - Reflections (1988年、MCA)
- 『パーソナル』 - Personal (1989年、MCA)
- 『ラヴ・アンド・アンダスタンディング』 - Love and Understanding (1991年、GRP)
- 『ドゥ・アイ・エヴァー・クロス・ユア・マインド』 - Do I Ever Cross Your Mind? (1992年、GRP)
- 『ホェン・サマー・カムズ』 - When Summer Comes (1993年、GRP)
- 『ア・ホーム・ファー・アウェイ』 - A Home Far Away (1994年、GRP)
- 『アティテュード・アジャストメント』 - Attitude Adjustment (1996年、GRP)
- 『ミッドナイト・ムード』 - Midnight Mood (1998年、GRP)
- 『暴動〜ジョージ・ハワード・プレイズ・スライ』 - There's a Riot Goin' On (1998年、Blue Note)